# Ras Lanuf
Rā's Lānūf o Ras Lanuf (árabe: راس لانوف) es una ciudad mediterránea en el norte de Libia, en el golfo de Sirte. La ciudad es también sede de la refinería de Ras Lanuf, terminada en 1984, con una capacidad de refinado de crudo de 220.000 barriles diarios. La refinería de petróleo está operada por la Compañía de Procesado de Petróleo y Gas Ras Lanuf (Ras Lanuf Oil & Gas Processing Company), una subsidiaria de la estatal Corporación Nacional de Petróleo. Además, la ciudad alberga el complejo petroquímico Lanuf Ras - una terminal de petróleo - y dos oleoductos: Ras Lanuf Amal y Ras Lanuf Messla.

## Clima
| Parámetros climáticos promedio de Ras Lanuf (1961 - 1990) | Parámetros climáticos promedio de Ras Lanuf (1961 - 1990) | Parámetros climáticos promedio de Ras Lanuf (1961 - 1990) | Parámetros climáticos promedio de Ras Lanuf (1961 - 1990) | Parámetros climáticos promedio de Ras Lanuf (1961 - 1990) | Parámetros climáticos promedio de Ras Lanuf (1961 - 1990) | Parámetros climáticos promedio de Ras Lanuf (1961 - 1990) | Parámetros climáticos promedio de Ras Lanuf (1961 - 1990) | Parámetros climáticos promedio de Ras Lanuf (1961 - 1990) | Parámetros climáticos promedio de Ras Lanuf (1961 - 1990) | Parámetros climáticos promedio de Ras Lanuf (1961 - 1990) | Parámetros climáticos promedio de Ras Lanuf (1961 - 1990) | Parámetros climáticos promedio de Ras Lanuf (1961 - 1990) | Parámetros climáticos promedio de Ras Lanuf (1961 - 1990) |
| Mes                                                       | Ene.                                                      | Feb.                                                      | Mar.                                                      | Abr.                                                      | May.                                                      | Jun.                                                      | Jul.                                                      | Ago.                                                      | Sep.                                                      | Oct.                                                      | Nov.                                                      | Dic.                                                      | Anual                                                     |
| --------------------------------------------------------- | --------------------------------------------------------- | --------------------------------------------------------- | --------------------------------------------------------- | --------------------------------------------------------- | --------------------------------------------------------- | --------------------------------------------------------- | --------------------------------------------------------- | --------------------------------------------------------- | --------------------------------------------------------- | --------------------------------------------------------- | --------------------------------------------------------- | --------------------------------------------------------- | --------------------------------------------------------- |
| Temp. máx. abs. (°C)                                      | 30                                                        | 36.1                                                      | 43.3                                                      | 44.4                                                      | 44.4                                                      | 46.1                                                      | 45                                                        | 45                                                        | 44.4                                                      | 39.4                                                      | 39.4                                                      | 36.1                                                      | 46.1                                                      |
| Temp. máx. media (°C)                                     | 17.2                                                      | 18.9                                                      | 21.7                                                      | 24.4                                                      | 27.2                                                      | 28.9                                                      | 28.3                                                      | 30                                                        | 30                                                        | 28.3                                                      | 23.9                                                      | 19.4                                                      | 25                                                        |
| Temp. media (°C)                                          | 12.5                                                      | 13.6                                                      | 16.1                                                      | 18.9                                                      | 21.9                                                      | 24.2                                                      | 25.3                                                      | 26.4                                                      | 25.6                                                      | 23.1                                                      | 18.9                                                      | 14.2                                                      | 20                                                        |
| Temp. mín. media (°C)                                     | 7.8                                                       | 8.3                                                       | 10.6                                                      | 13.3                                                      | 16.7                                                      | 19.4                                                      | 22.2                                                      | 22.8                                                      | 21.1                                                      | 17.8                                                      | 13.9                                                      | 8.9                                                       | 15.2                                                      |
| Temp. mín. abs. (°C)                                      | 1.7                                                       | 1.1                                                       | 3.3                                                       | 6.7                                                       | 8.9                                                       | 11.1                                                      | 10                                                        | 13.3                                                      | 11.1                                                      | 7.2                                                       | 7.8                                                       | 1.1                                                       | 1.1                                                       |
| Precipitación total (mm)                                  | 30.5                                                      | 12.7                                                      | 5.1                                                       | 2.5                                                       | 0                                                         | 0                                                         | 0                                                         | 0                                                         | 2.5                                                       | 5.1                                                       | 12.7                                                      | 25.4                                                      | 96.5                                                      |
| Días de precipitaciones (≥ 1 mm)                          | 2.7                                                       | 1.3                                                       | 0.5                                                       | 0.3                                                       | 0.1                                                       | 0                                                         | 0                                                         | 0                                                         | 0.3                                                       | 0.6                                                       | 1.1                                                       | 2.4                                                       | 9.3                                                       |
| Humedad relativa (%)                                      | 67                                                        | 63                                                        | 60                                                        | 64                                                        | 60                                                        | 62                                                        | 68                                                        | 67                                                        | 64                                                        | 56                                                        | 59                                                        | 61                                                        | 63                                                        |
| Fuente: Weatherbase (en inglés)                           |                                                           |                                                           |                                                           |                                                           |                                                           |                                                           |                                                           |                                                           |                                                           |                                                           |                                                           |                                                           |                                                           |